# Newnan
Newnan ist eine Stadt und zudem der County Seat des Coweta County im US-Bundesstaat Georgia mit 42.549 Einwohnern (Stand: Volkszählung 2020).

## Geographie
Newnan liegt etwa 40 km südwestlich von Atlanta.

## Geschichte
In den frühen 1800er Jahren wurde das Gebiet um das heutige Newnan noch von Indianern bewohnt. Der Stamm der Muskogee wurde von einem Oberhaupt namens William McIntosh geführt.
1825 wurde das Coweta County gegründet. 1828 wurde die Stadt Newnan gegründet und zum County Seat erhoben. Benannt wurde die Stadt nach dem Soldaten und späteren Politiker Daniel Newnan.
Durch die Baumwollindustrie und den Eisenbahnbau entwickelte sich Newnan zu einer sehr wohlhabenden Gegend. Die Eisenbahn erreichte die Stadt im Jahr 1851. Das Wasserwerk wurde in den 1890er Jahren erbaut, gleichzeitig wurden elektrische Straßenlaternen installiert.
Der Sezessionskrieg erreichte das Umfeld von Newnan im Juli 1864, als bei der Schlacht von Brown’s Mill drei Meilen südlich der Stadt Unionstruppen durch konföderierte Kräfte unter Führung von General Joseph Wheeler geschlagen wurden. Die Stadt selbst blieb von Kriegsauswirkungen verschont.

## Demographische Daten
Laut der Volkszählung von 2010 verteilten sich die damaligen 33.039 Einwohner auf 12.439 bewohnte Haushalte, was einen Schnitt von 2,61 Personen pro Haushalt ergibt. Insgesamt bestehen 13.860 Haushalte.
67,5 % der Haushalte waren Familienhaushalte (bestehend aus verheirateten Paaren mit oder ohne Nachkommen bzw. einem Elternteil mit Nachkomme) mit einer durchschnittlichen Größe von 3,17 Personen. In 40,1 % aller Haushalte lebten Kinder unter 18 Jahren sowie in 17,9 % aller Haushalte Personen mit mindestens 65 Jahren.
30,5 % der Bevölkerung waren jünger als 20 Jahre, 32,6 % waren 20 bis 39 Jahre alt, 23,2 % waren 40 bis 59 Jahre alt und 13,5 % waren mindestens 60 Jahre alt. Das mittlere Alter betrug 32 Jahre. 47,5 % der Bevölkerung waren männlich und 52,5 % weiblich.
58,9 % der Bevölkerung bezeichneten sich als Weiße, 30,2 % als Afroamerikaner, 0,3 % als Indianer und 2,6 % als Asian Americans. 5,2 % gaben die Angehörigkeit zu einer anderen Ethnie und 2,8 % zu mehreren Ethnien an. 11,0 % der Bevölkerung bestand aus Hispanics oder Latinos.
Das durchschnittliche Jahreseinkommen pro Haushalt lag bei 51.693 USD, dabei lebten 20,4 % der Bevölkerung unter der Armutsgrenze.

## Sehenswürdigkeiten

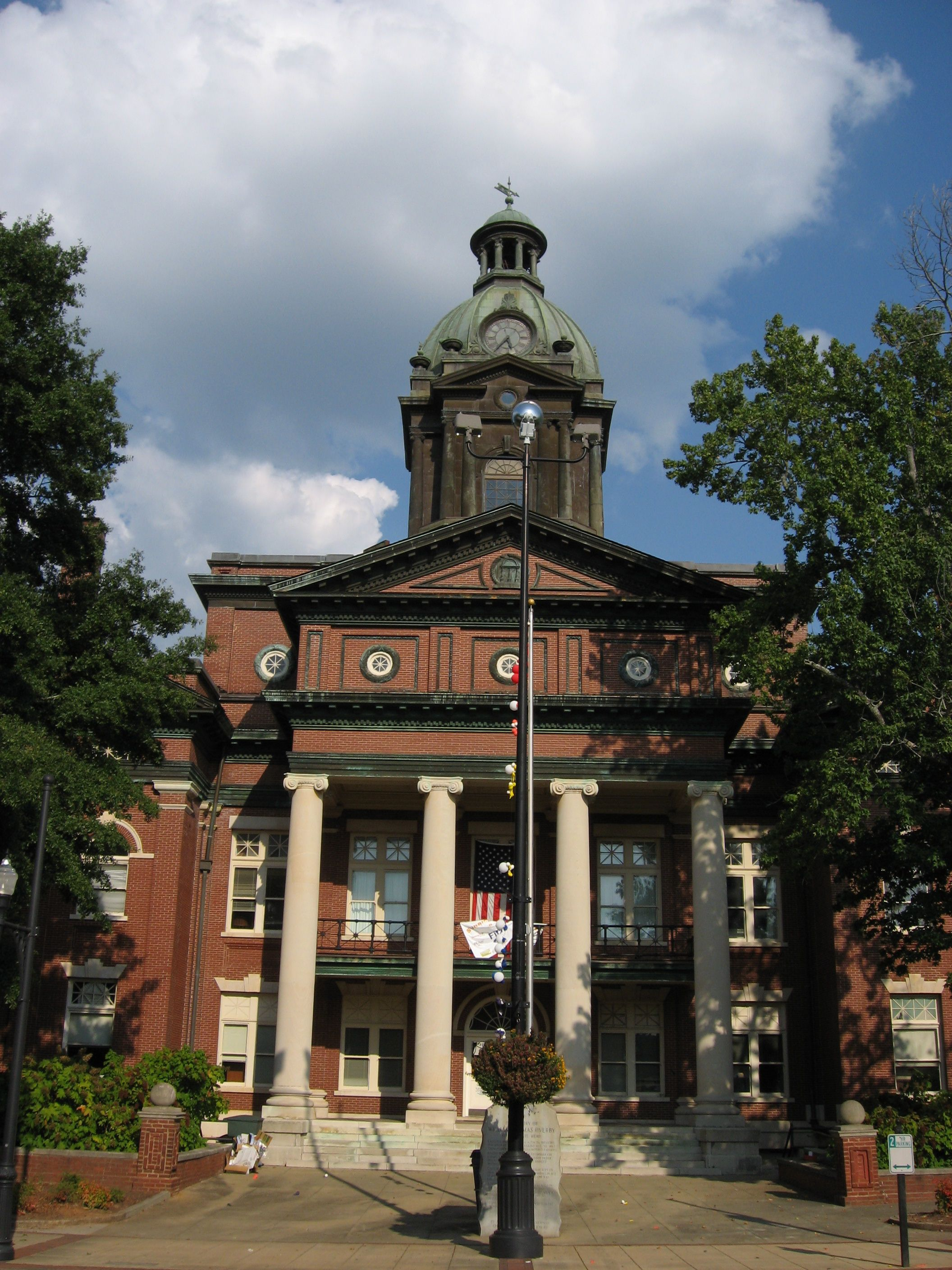
Coweta County Courthouse

Folgende Objekte sind im National Register of Historic Places gelistet:
| - Cole Town District - Coweta County Courthouse - Crowder, William Leonard, Home Place - Goodwyn-Bailey House - Gordon-Banks House - Greenville Street-LaGrange Street Historic District - Newnan Commercial Historic District | - Newnan Cotton Mill and Mill Village Historic District - Northwest Newnan Residential Historic District - Oak Grove Plantation - Platinum Point Historic District - Powell Chapel School - Willcoxon-Arnold House |

## Verkehr
Newnan wird von der Interstate 85, von den U.S. Highways 27A und 29 sowie von den Georgia State Routes 16, 34 und 70 durchquert. Der örtliche Flugplatz Newnan–Coweta County Airport befindet sich rund 10 km südlich der Stadt. Der nächste internationale Flughafen ist der Flughafen Atlanta (rund 40 km nordöstlich).

## Kriminalität
Die Kriminalitätsrate lag im Jahr 2010 mit 287 Punkten (US-Durchschnitt: 266 Punkte) im durchschnittlichen Bereich. Es gab zwei Morde, eine Vergewaltigung, 32 Raubüberfälle, 96 Körperverletzungen, 302 Einbrüche, 859 Diebstähle und 55 Autodiebstähle.

## Söhne und Töchter der Stadt
- John S. Bigby (1832–1898), Politiker
- Constantine B. Kilgore (1835–1897), Jurist und Politiker
- William D. Upshaw (1866–1952), Politiker
- Ellis Arnall (1907–1992), Politiker
- Bramlette McClelland (1920–2010), Bauingenieur
- Hamilton Bohannon (1942–2020), Musiker
- Alan Jackson (* 1958), Country-Sänger und -Songwriter
- Robin Goad (* 1970), Gewichtheberin
- Calvin Johnson (* 1985), American-Football-Spieler
- Natalie Pluskota (* 1989), Tennisspielerin
- Alec Ogletree (*  1991), American-Football-Spieler
- Wil Lutz (* 1994), American-Football-Spieler

## Film
In Newnan spielt der Film Der Große mit seinem außerirdischen Kleinen mit Bud Spencer, dieser Film wurde auch vor Ort gedreht.